# Parasclerocheilus capensis
Parasclerocheilus capensis är en ringmaskart som beskrevs av Francis Day 1961. Parasclerocheilus capensis ingår i släktet Parasclerocheilus och familjen Scalibregmatidae. Inga underarter finns listade i Catalogue of Life.